# Reiden
Reiden is een gemeente en plaats in het Zwitserse kanton Luzern en maakte deel uit van het district Willisau tot op 1 januari 2008 de districten van Luzern werden afgeschaft. Reiden telt 5.857 inwoners.

## Geboren
- Marie Elisabeth Affentranger (1901-1996), missieverpleegster
- Sales Kleeb (1930-2025), componist, muziekpedagoog, dirigent en trompettist